# Río Republican
El río Republican (del inglés: Republican River) es un largo río de los Estados Unidos, una de las fuentes del río Kansas, a su vez afluente del río Misuri. Tiene una longitud de 716 km.
Administrativamente, el río discurre por los estados de Nebraska y Kansas, aunque sus fuentes nacen en el estado de Colorado.

## Geografía
Las fuentes del río Republican nacen en el altiplano de la zona oriental del estado de Colorado. Sus dos principales fuentes, llamadas North Fork (48 km) y South Fork (243 km), discurren en dirección Noreste y se unen en Benkelman (1.006 hab. en 2000), ya en el estado de Nebraska. (El South Fork atraviesa en un tramo el estado de Kansas por su extremo noroccidental). 
Desde Benkelman, el río fluye generalmente hacia el Este, discurriendo no lejos de la frontera sur de Nebraska. Al poco llega al embalse de Swanson, aguas arriba de la pequeña localidad de Trenton. Sigue hacia el Este, pasando por Culbertson, McCook (7.994 hab.), Indianola (642 hab.), Bartley, Cambridge (1.041 hab.), Holbrook, Edison, Oxford y Arapahoe (1.028 hab.). Luego el río llega al gran embalse de Harland County (53,6 km²), cerca de la localidad de Alma (1.214 hab.). Sigue hacia el Este, pasando por Napone, Francklin (1.026 hab.), Riverton, Inavale, Red Cloud, Guide Rock, Bostwick y Superior (2.055 hab.), muy cerca de la frontera con Kansas. 
El río se adentra en Kansas por la parte central de su borde septentrional, manteniendo la misma dirección este, aunque pronto vira hacia el sur. Pasa frente a la pequeña localidad de Republic (161 hab.), Scandia (436 hab.), Norway y Concordia (5.714 hab.), donde vuelve a virar hacia el este. Sigue por Rice, Ames, Clyde (740 hab.) y Clifton (557 hab.), donde nuevamente se vuelve hacia el Sur. Pasa frente a Morganville (198 hab.), Clay Center (4.564 hab.), Brougton y llega al gran embalse de Milford. Sigue hacia el Sureste para unirse al río Smoky Hill cerca de Junction City (18.886 hab.), dando lugar al nacimiento del río Kansas. 
Cerca de la ciudad de Concordia está el puente Republican River Pegram Truss, un puente inscrito en el Registro Nacional de Lugares Históricos (National Register of Historic Places). 
El río fue nombrado por una rama de los indios Pawnee conocida como «los republicanos» (Stewart 1967:223). 

### Afluentes
Los principales afluentes del río Republican son, en sentido aguas abajo: el río Frenchman (izquierda), el río Driftwood (derecha), el río Red Willow (izquierda), el arroyo Medecine (izquierda), y los ríos Beaver, Sappa y Pririe Dog, todos por la derecha.

## Hidrología
El río es parte de la cuenca del río Misuri y en él se han construido algunas presas para el control de las crecidas y en prevención de inundaciones, los ya citados embalse de Harlan County (1948), cerca de Alma, en Nebraska, y la presa de Milford (1965) cerca de Junction City, en Kansas. En los afluentes del río también hay varias presas, como la de Bonny (1951), en el South Fork; la de Enders (1951), en el Frenchman; la de Harry D. Strunk, en el arroyo Medicine (1949); la de Lovewell (1957); la de Hugh Butler, en el Red Willow; y la Keih Sebelius, en el Prairie Dog.
La asignación del agua del río Republican se rige por el denominado Pacto del río Republican (1942) (Republican River Compact), con la participación de los estados de Nebraska, Kansas y Colorado. 